# Александер (Айова)
Александер (англ. Alexander) — місто (англ. city) в США, в окрузі Франклін штату Айова. Населення — 164 особи (2020).

## Географія
Александер розташований за координатами 42°48′16″ пн. ш. 93°28′43″ зх. д. / 42.80444° пн. ш. 93.47861° зх. д. (42.804419, -93.478647).  За даними Бюро перепису населення США в 2010 році місто мало площу 11,05 км², уся площа — суходіл.

## Демографія
Згідно з переписом 2010 року, у місті мешкало 175 осіб у 70 домогосподарствах у складі 50 родин. Густота населення становила 16 осіб/км².  Було 86 помешкань (8/км²).
Расовий склад населення:
| - 96,0 % — білих - 0,6 % — корінних американців - 1,7 % — осіб інших рас |

До двох чи більше рас належало 1,7 %. Частка іспаномовних становила 6,9 % від усіх жителів.
За віковим діапазоном населення розподілялося таким чином: 29,7 % — особи молодші 18 років, 54,9 % — особи у віці 18—64 років, 15,4 % — особи у віці 65 років та старші. Медіана віку мешканця становила 34,8 року. На 100 осіб жіночої статі у місті припадало 90,2 чоловіків;  на 100 жінок у віці від 18 років та старших — 92,2 чоловіків також старших 18 років.
Середній дохід на одне домашнє господарство  становив 49 840 доларів США (медіана — 39 375), а середній дохід на одну сім'ю — 61 105 доларів (медіана — 73 750). Медіана доходів становила 41 250 доларів для чоловіків та 41 500 доларів для жінок. За межею бідності перебувало 28,0 % осіб, у тому числі 51,2 % дітей у віці до 18 років та 10,5 % осіб у віці 65 років та старших.
Цивільне працевлаштоване населення становило 69 осіб. Основні галузі зайнятості: виробництво — 29,0 %, освіта, охорона здоров'я та соціальна допомога — 15,9 %, мистецтво, розваги та відпочинок — 13,0 %.